# 古中華豹
古中華豹（Panthera palaeosinensis）是更新世早期中國北部的物種。牠的外觀像早期的虎或虎的祖先形態。